# Tahiti-Fruchttaube
Die Tahiti-Fruchttaube oder Aurorafruchttaube (Ducula aurorae) ist eine große Art der Taubenvögel, die zu den Fruchttauben zählt. Sie kommt ausschließlich auf zwei kleinen Inseln der Gesellschaftsinseln und einer Insel des Tuamotu-Archipels vor, zwei Inselgruppen in Französisch-Polynesien. Sie ist vermutlich die einzige Taubenart, bei der sich das Gefieder der Jungvögel sehr stark von dem der adulten Vögel unterscheidet.
Die Bestandssituation der Tahiti-Fruchttaube wurde 2016 in der Roten Liste gefährdeter Arten der IUCN als „Endangered (EN)“ = „stark gefährdet“ eingestuft.

## Erscheinungsbild
Die Tahiti-Fruchttaube erreicht eine Körperlänge von etwa 48 Zentimetern. Sie ist damit etwas größer als eine Stadttaube. Auf den Schwanz entfallen 16,5 bis 17,5 Zentimeter. Es besteht kein auffälliger Geschlechtsdimorphismus. Die Weibchen sind lediglich etwas kleiner.
An der Schnabelbasis hat die Tahiti-Fruchttaube einen auffälligen schwarzen Höcker. Die schwarze Wachshaut ist teilweise befiedert. Das Kinn und die Federn an der Schnabelbasis sind cremeweiß und gehen dann in einen hell aschgrauen Vorderkopf und in eine hell aschgraue Kehle über. Der übrige Kopf inklusive der Ohrdecken sowie der Hals sind etwas dunkler grau. Blasse Federn rund um das Auge bilden eine schwache, brillenähnliche Umrahmung. Der Rücken und die Flügeldecken sind dunkelgrau, der Bauch ist graugrün. Die Unterschwanzdecken sind grau und bei einigen Individuen weinrötlich überlaufen. Die Iris ist rot, die Füße sind von einem intensiven Rot.
Zu den Besonderheiten der Tahiti-Fruchttaube gehört es, dass die Jungvögel ein spezifisches Jugendkleid haben. Sie mausern nach der Nestlingsphase in ein Gefieder, das einen rußschwarzen Kopf und Hals aufweist. Der Mantel ist ebenfalls rußfarben und glänzt bläulich und violett. Die Schwingen und der Rücken sind ebenfalls schwarz, die Steuerfedern sind dunkelblau. Das Kinn ist aschgrau und geht dann in die rußschwarze Kehle über. Auch Brust und Bauch sind schwärzlich. Die Iris ist leuchtend rot. Der Schnabel ist schwarz, hat aber noch keine so stark geschwollene Wachshaut wie bei den adulten Vögeln.

## Verbreitungsgebiet

Gesellschaftsinseln. Die Tahiti-Fruchttaube kommt hier auf Tahiti und Moorea vor.

Die Tahiti-Fruchttaube ist ein Inselendemit. Sie kommt beziehungsweise kam auf den Gesellschaftsinseln lediglich auf den Inseln Tahiti und Moorea vor. Auf Tahiti ist das Landschaftsbild von steilen Gipfeln geprägt, deren höchster, der Mont Orohena auf Tahiti Nui, 2241 m emporragt. Die höchste Erhebung auf Tahiti Iti ist der Mont Ronui mit 1332 Metern. Fließgewässer haben tiefe Täler eingegraben, die von schroffen Felsgraten begrenzt werden. Das unbewohnte Inselinnere ist dicht mit tropischer Vegetation bewachsen. Moorea liegt in Sichtweite Tahitis, von der Westküste nur durch eine Meerenge von 17 km getrennt. Auf beiden Inseln ist das Klima tropisch-feucht. Die Jahresdurchschnittstemperatur beträgt etwa 26 °C, wobei sich die einzelnen Monate nur unwesentlich unterscheiden. Im Jahresmittel fallen 1761 mm Regen (zum Vergleich: Köln 797 mm). Die regenreichsten Monate sind auf Tahiti Dezember und Januar mit mehr als 300 mm Regen. Der Tuamotu-Archipel liegt östlich der Gesellschaftsinseln. Die Tahiti-Fruchttaube ist hier auf Makatea begrenzt. Die Insel ist ein sogenanntes gehobenes Atoll, also ein Atoll, das nach der Riffbildung über die Meeresoberfläche hinaus angehoben wurde.
Auf Tahiti ist oder war die Tahiti-Fruchttaube auf das Inselinnere begrenzt. Sie ist hier möglicherweise ebenso wie auf Moorea mittlerweile ausgestorben. Ursache des Aussterbens ist neben Veränderung des Lebensraums und der Einführung von Katzen und Ratten vor allem die Ansiedlung von Sumpfweihen gewesen. Auf Makatea haben sich die Bestände der Art wieder etwas erholt, nachdem die Jagd auf diese Art nachgelassen hat und der Bergbau auf der Insel in den 1960er Jahren eingestellt wurde. Allerdings wird für die Insel die Wiederaufnahme von Bergbau erwogen und es besteht außerdem das Risiko, dass sich die stark nomadisierende Sumpfweihe auch auf dieser Insel ausbreitet.

## Lebensweise
Die Tahiti-Fruchttaube ist ein Bewohner dichter Waldgebiete mit fruchttragenden Bäumen. Sie ist ein sehr scheuer Vogel, die auf Grund ihrer Gefiederfärbung im dichten Blattwerk der Baumkronen kaum auszumachen ist. Der Flug der Taube ist schwerfällig mit tiefen Flügelschlägen. Anders als beispielsweise die nah verwandte Tongafruchttaube wandert die Tahiti-Fruchttaube nicht.
Über die Fortpflanzungsbiologie dieser Art ist kaum etwas bekannt.